# اعتراضات ۱۴۰۰ بازنشستگان تأمین اجتماعی
اعتراضات ۱۴۰۰ بازنشستگان تأمین اجتماعی از جمله اعتراضات صنفی در ایران است. تعداد زیادی از کارگران بازنشسته ایران ۱۵ فروردین ۱۴۰۰ با تجمع مقابل اداره‌های تأمین اجتماعی مراکز استان‌ها و چند شهر دیگر، خواستار رساندن مستمری‌ها به خط فقر و رفع تبعیض‌های موجود علیه آنان شدند و علیه حضور در انتخابات آتی ریاست جمهوری در این کشور شعار دادند.
۱۸ فروردین برای دومین بار جمعی از بازنشستگان کارگری در شهرستان شوش و هفت تپه با حضور مقابل اداره تأمین اجتماعی این شهرستان، خواستار توجه به مطالبات و خواسته‌های خود شدند.

## دلیل
بازنشستگان تأمین اجتماعی که در این تجمعات اعتراضی شرکت می‌کنند، خواستار افزایش مستمری‌ها، پرداخت مزایای شغلی همچون کمک معیشت، حق مسکن، حق عائله مندی و اولاد هستند.

## اعتراضات

### بار اول
۱۵ فروردینتعداد زیادی از کارگران بازنشسته ایران ۱۵ فروردین ۱۴۰۰ با تجمع مقابل اداره‌های تأمین اجتماعی مراکز استان‌ها و چند شهر دیگر، خواستار رساندن مستمری‌ها به خط فقر و رفع تبعیض‌های موجود علیه آنان شدند و علیه حضور در انتخابات آتی ریاست جمهوری در این کشور شعار دادند.

### بار دوم
۱۸ فروردین
بازنشستگان تأمین اجتماعی روز چهارشنبه ۱۸ فروردین برای دومین بار در سال جاری در اعتراض به تحقق نیافتن مطالبات صنفی خود در ۲۰ شهر ایران تجمع کردند. این همایشها از جمله در شهرهای تهران، اردبیل، تبریز، ایلام، اندیمشک، کرمان، خرم‌آباد، یزد، رشت، اراک و شوش برگزار شدند.

### بار سوم
۲۲ فروردین
بازنشستگان تأمین اجتماعی روز یکشنبه، ۲۲ فروردین، برای سومین بار در سال جاری در حدود ۲۰ شهر ایران تجمع کردند. این تجمعات در شهرهای خرم‌آباد، ایلام، تهران، کرج، تبریز، زنجان، بهشهر، اراک، شیراز و اهواز، نیشابور، اصفهان، قزوین، کرمانشاه، بجنورد، رشت، اردبیل، شوش و شوشتر برگزار شده‌است. تجمع‌کنندگان در دستکم چهار شهر اهواز، قزوین، اراک و اصفهان شعارهایی با مضمون « «ما دیگه رأی نمی‌دیم، عدالتی ندیدیم» سر داده‌اند. این گروه از معترضان در تجمع قبلی نیز شعار داده بودند که « «ما دیگه رأی نمی‌دیم، از بس دروغ شنیدیم».

### بار چهارم
۲۹ فروردین
بازنشستگان تأمین اجتماعی روز یکشنبه، ۲۹ فروردین ماه در ادامه اعتراض‌های صنفی خود در مقابل دفاتر این سازمان در شهرهای مختلف تجمع کردند و شعارهای اعتراضی سر دادند.

## واکنش‌ها
اسماعیل گرامی روز ۱۴ فروردین‌ماه، توسط نیروهای امنیتی در منزل شخصی‌اش در تهران بازداشت شد. در تهران و اراک تجمع‌کنندگان خواستار آزادی اسماعیل گرامی، فعال صنفی مستقل بازنشستگان شدند.